# Reinier Beeuwkes
‎
Reinier Beeuwkes, danski nogometaš in matematik, * 17. februar 1884, Haag, † 1. april 1963.
Sodeloval je na nogometnemu delu poletnih olimpijskih iger leta 1908.